# Nhã Nam (công ty)
Công ty Cổ phần Văn hóa và Truyền thông Nhã Nam, thường gọi tắt là  là doanh nghiệp hoạt động trong lĩnh vực kinh doanh dịch vụ văn hóa và xuất bản phẩm tại Việt Nam. Công ty được thành lập vào năm 2005 với một nhóm nòng cốt say mê văn chương, sách vở, cuốn sách best-seller đầu tiên là Nhật ký Đặng Thùy Trâm, tiêu thụ 500.000 bản ngay trong năm đầu tiên. Cuốn sách đã tạo nên một cú huých cực mạnh đưa cái tên Nhã Nam đến với nhiều độc giả hơn, đánh dấu thời kỳ chuyển mình của thương hiệu này.

## Phạm vi hoạt động
Nhã Nam là một trong những công ty cổ phần làm về xuất bản. Bắt đầu từ việc tập trung vào ba mảng sách: Văn - Sử - Triết, Nhã Nam đã dần mở rộng sang nhiều thể loại khác: sách thiếu nhi, sách kinh doanh, sách kỹ năng - tham khảo v.v. Các đầu sách bao gồm cả mảng hư cấu và phi hư cấu, sách trong nước và sách dịch.
Ở mảng sách văn học dịch, được coi là một trong những thế mạnh chủ đạo của mình, Nhã Nam thường chọn những tác phẩm có giá trị nổi bật nhưng chưa được dịch sang tiếng Việt, trong đó có nhiều tác phẩm của các tác giả được giải Nobel như: Gabriel García Márquez, Ernest Hemingway, Albert Camus, Kawabata Yasunari, Patrick Modiano, Kazuo Ishiguro, Alice Munro, Orhan Pamuk, John Steinbeck, Samuel Beckett; Booker như: Hilary Mantel, Margaret Atwood, Anna Burns, Julian Barnes, Yann Martel, George Saunders; Goncourt như: Marcel Proust, Romain Gary, Marguerite Duras, Éric Vuillard, Pierre Lemaitre, Gilles Leroy, Laurent Gaudé; và các tác giả ăn khách như Murakami Haruki, Higashino Keigo, Marc Levy, Guillaume Musso, Nicholas Sparks...

## Các ấn phẩm và tác phẩm dịch tiêu biểu
Những cuốn sách mà công ty Nhã Nam đã xuất bản, tiêu biểu nhất có thể kể đến:
- Nhật ký Đặng Thùy Trâm
- Cuộc đời của Pi (Life of Pi)
- Thiếu nữ đánh cờ vây (La joueuse de go)
- Búp bê Bắc Kinh (北京娃娃, Bắc Kinh oa oa)
- Balzac và cô bé thợ may Trung Hoa (Balzac et la petite tailleuse chinoise)
- Rừng Na Uy (ノルウェイの森, Noruwei no mori)
- Nếu em không phải một giấc mơ (Et si c'était vrai...)
- Bắt trẻ đồng xanh (The Catcher in the Rye)
- Giết con chim nhại (To Kill a Mockingbird)
- Chúa Ruồi (Lord of the Flies)
- Đại gia Gatsby (The Great Gatsby)
- Bạch dạ hành (白夜行 Byakuyako)
- Phía sau nghi can X (容疑者Xの献身 Yōgisha Ekkusu no Kenshin)
- Chuyện con mèo dạy hải âu bay (Historia de una gaviota y del gato que le enseno a volar)
- Hoàng tử bé (Le Petit Prince)
- Hãy chăm sóc mẹ (엄마를 부탁해)
- Đời nhẹ khôn kham (The Unbearable Lightness of Being)
- Nhà giả kim (The Alchemist)
- Xứ Cát (Dune)
- Cứu tinh Xứ Cát (Dune Messiah)
- Sự im lặng của bầy cừu (The Silence of the Lambs)
- Homo Deus: Lược sử tương lai (Homo Deus: A Brief History of Tomorrow)
- Chiến binh cầu vồng (The Rainbow Troops)
- Bức xúc không làm ta vô can
- Bộ sách Việt Nam danh tác

## Danh hiệu và giải thưởng

### Giải thưởng cho doanh nghiệp
- 2016: Bằng khen của Bộ trưởng Bộ TT&TT cho tập thể đạt thành tích xuất sắc trong phong trào thi đua trong lĩnh vực xuất bản in và phát hành.[3]

### Giải thưởng cho cá nhân
- 2018: Ngài Étienne Rolland-Piègue, Tham tán hợp tác và hoạt động văn hóa Đại sứ quán Pháp tại Việt Nam, đã trao tặng Huân chương Hiệp sĩ Văn học và Nghệ thuật cho ông Nguyễn Nhật Anh, Tổng Giám đốc Công ty Cổ phần Văn hóa và Truyền thông Nhã Nam.[4]

### Giải thưởng cho sách

#### Giải Sách Hay[5]

##### 2012
- Hạng mục Thiếu nhi: Chuyện con mèo dạy hải âu bay (Luis Sepúlveda, do Phương Huyên dịch).

##### 2013
- Hạng mục Thiếu nhi: Tottochan bên cửa sổ (Tetsuko Kuroyanagi, do Anh Thư dịch).

##### 2014
- Hạng mục Thiếu nhi: Bộ sách Nhóc Nicolas (Goscinny - Sempé, do Trác Phong, Hương Lan, Tố Châu dịch).
- Hạng mục Văn học: Bắt trẻ đồng xanh (J. D. Salinger, do Phùng Khánh dịch).
- Hạng mục Phát hiện mới: Ngàn năm áo mũ (Trần Quang Đức).

##### 2015
- Hạng mục Văn học: Những đứa con của nửa đêm (Salman Rushdie, do Nham Hoa dịch).

##### 2016
- Hạng mục Thiếu nhi: Chuyện con ốc sên muốn biết tại sao nó chậm chạp (Luis Sepúlveda, do Bảo Chân dịch).
- Sách cho người trẻ do Cộng đồng sách trẻ bình chọn (đây là một "hoạt động song song/hoạt động cộng đồng" của Giải Sách Hay 2016, không phải là một hạng mục giải thưởng): Bắt trẻ đồng xanh (J. D. Salinger, do Phùng Khánh dịch).

##### 2017
- Hạng mục Văn học: Bảo tàng ngây thơ (Orhan Pamuk, do Giáp Văn Chung dịch).
- Hạng mục Phát hiện mới: Mộ phần tuổi trẻ (Huỳnh Trọng Khang).

##### 2018
- Hạng mục Văn học: Chuyện ngõ nghèo (Nguyễn Xuân Khánh), Đời nhẹ khôn kham (Milan Kundera, do Trịnh Y Thư dịch).
- Hạng mục Phát hiện mới: Homo Deus: Lược sử tương lai (Yuval Noah Harari, do Dương Ngọc Trà dịch).

##### 2019
- Hạng mục Văn học: Vết nhơ của người (Philip Roth, do Phạm Viêm Phương và Huỳnh Kim Oanh dịch).
- Sách cho người trẻ do Cộng đồng sách trẻ bình chọn (đây là một "Hoạt động song song/hoạt động cộng đồng" của Giải Sách Hay 2019, không phải là một hạng mục giải thưởng):  
  - Nhà giả kim (Paulo Coelho, do Lê Chu Cầu dịch).
  - Hoàng tử bé (Antoine De Saint-Exupéry, do Trác Phong dịch).
  - Giết con chim nhại (Harper Lee, do Huỳnh Kim Oanh và Phạm Viêm Phương dịch).
  - Bức xúc không làm ta vô can (Đặng Hoàng Giang).

##### 2020
- Hạng mục Văn học: Chết chịu (Céline, do Dương Tường dịch).

##### 2022
- Hạng mục Giáo dục: Nghề thầy (Hoàng Đạo Thúy).
- Hạng mục Văn học: Những ngã tư và những cột đèn (Trần Dần), Một thoáng ta rực rỡ ở nhân gian (Ocean Vuong, do Khánh Nguyên dịch).
- Hạng mục Thiếu nhi: Chuyến phiêu lưu diệu kỳ của Edward Tulane (Kate DiCamillo, do Phương Huyên dịch).

#### Giải của Hội Nhà văn Hà Nội
- Giải Văn học dịch, năm 2003-2004: Cuộc đời của Pi (Yann Martel, do Trịnh Lữ dịch).[6]
- Giải Thơ, năm 2007: Gửi V.B (Phan Thị Vàng Anh).[7]
- Giải Văn học dịch, năm 2007: Biên niên ký chim vặn dây cót (Haruki Murakami, do Trần Tiễn Cao Đăng dịch).[7]
- Giải Văn học dịch, năm 2008: Nửa kia của Hitler (Éric-Emmanuel Schmitt, do Nguyễn Đình Thành dịch).[8]
- Giải Thành tựu trọn đời về thơ, năm 2008: Trần Dần - Thơ.[8]
- Giải Văn học dịch, năm 2020: 2666 (Roberto Bolaño, do Trần Tiễn Cao Đăng và Quân Khuê dịch).[9]

#### Giải của Hội Nhà văn Việt Nam
- Giải Văn học dịch, năm 2005: Cuộc đời của Pi (Yann Martel, do Trịnh Lữ dịch).[10]
- Giải Văn học dịch, năm 2008: Tên tôi là Đỏ (Orhan Pamuk, do Phạm Viêm Phương và Huỳnh Kim Anh dịch).[11]
- Giải Văn học dịch, năm 2016: Lâu đài sói (Hilary Mantel, do Nguyễn Chí Hoan dịch).[12]

#### Giải Sách Quốc gia

##### 2020
- Giải C: Bộ sách Giáo dục đa giác quan (4 cuốn): Ú òa, sa mạc và nước xiết; Ú òa, rừng rậm và tuyết phủ; Ái chà, kỳ thú rừng xanh; Ái chà, bí mật vườn nhà. Tác giả: Pavla Hanácková. Minh họa: Linh Dao, Irene Gough. Người dịch: Hoàng My. NXB Hà Nội và Công ty Văn hóa và Truyền thông Nhã Nam liên kết xuất bản.[13]

###### 2021
- Giải B: Tập thơ Bài thơ của một người yêu nước mình. Tác giả: Trần Vàng Sao. NXB Hà Nội và Công ty Văn hóa và Truyền thông Nhã Nam liên kết xuất bản.[14]
- Giải B: Nghệ thuật Huế. Tác giả: Le'opold Cadière. NXB Thế giới và Công ty Văn hóa và Truyền thông Nhã Nam liên kết xuất bản.[15]

###### 2023
- Giải B: Bộ sách Hít hà mùi đất nước (6 cuốn): Úm ba la! Nảy mầm ra cây chuối, Táo ơi táo rơi đất lành, Không có nhiều củi khô đến thế đâu, Túi nylon khổ sở, Tớ bỏ quên giấc ngủ trong vườn, Cá con bơi đi. Tác giả: Mình là Hũ (viết), Trúc Nhi Hoàng (vẽ). Nhà xuất bản Hà Nội và Công ty Văn hóa và Truyền thông Nhã Nam liên kết xuất bản.[16][17]

Giải của Hiệp hội In Việt Nam
2024
- Giải Vàng chất lượng in - Hạng mục Sách bìa cứng với cuốn Tuần trăng mật màu xanh. Tác giả: Nguyễn Thị Hoàng.
- Giải Vàng chất lượng in - Hạng mục Sách bìa mềm với cuốn 21 bài học thế kỷ 21.  Tác giả: Yuval Noah Harari, nhà sử học nổi tiếng thế giới.

## Hoạt động
Nhã Nam cũng là một trong những công ty tư nhân hoạt động trong lĩnh vực xuất bản gặp phải nhiều rắc rối với các ấn phẩm của mình.
Vào đầu năm 2008, tập Trần Dần - Thơ do Nhã Nam liên kết với NXB Đà Nẵng xuất bản bị đình chỉ phát hành, phạt hành chính vì bị cho là vi phạm luật xuất bản.
Tháng 10 năm 2011, cuốn sách tranh Sát thủ đầu mưng mủ: Thành ngữ sành điệu bằng tranh do Thành Phong minh họa, Nhã Nam liên kết với NXB Mỹ thuật ấn hành đã gây nhiều tranh cãi  và bị thu hồi cũng như đình chỉ phát hành chỉ vài tuần sau đó.
Ngoài ra, Nhã Nam còn được biết đến là một trong những công ty xuất bản có số lượng đầu sách bị in lậu nhiều nhất Việt Nam. Đơn cử là cuốn Nhật Ký Đặng Thùy Trâm bị in lại với 5 bản giả trên cả ba miền Việt Nam.

## Tranh cãi
Ngày 18 tháng 4 năm 2024, giám đốc Nguyễn Nhật Anh đăng tải thông điệp xin lỗi trên trang Facebook chính thức của Nhã Nam về cáo buộc quấy rối tình dục một nhân viên nữ. Trước đó, tác giả Đặng Hoàng Giang, dịch giả Trần Tiễn Cao Đăng tuyên bố dừng hoặc tạm ngừng hợp tác với Nhã Nam. Vụ việc được cho là đã gây ra "bão dư luận"..